# Bótia-palhaço
Bótia-Palhaço (Chromobotia macracanthus) é um peixe geralmente criado como animal de estimação em aquários. É um dos integrantes mais colorido do gênero Botia.
Esse peixe chama a atenção devido ao contraste formado pela listras verticais que possui no corpo e o avermelhado das nadadeiras, o que lhe rendeu o apelido de "Coridora de Luxo", apesar das bótias e coridoras não fazerem parte da mesma família. Ao contrário das outras bótias, a Botia macracantha demonstra-se bastante ativa quando está em grupo, o que torna imprescindível ter no mínimo três indivíduos desse peixe no aquário, caso contrário se mostra um peixe tímido e assustadiço que passa o dia escondido, talvez devido ao fato de, na natureza, o peixe ser encontrado sempre em cardumes.
Originário da Tailândia, Malásia e Java, trata-se de um peixe pacífico, que costuma atingir por volta de 15 centímetros em aquários, e 30 na natureza, por isso, o aquário para o bótia-palhaço deve ter no mínimo 200 litros, além disso, plantas e troncos criando refúgios serão muito apreciados, um pH entre 5,0 e 7,5 e a temperatura entre 24 e 30 °C.
Enquanto pequena não causa maiores danos às plantas, então pode habitar um aquário plantado sem problemas sendo até útil, pois sua boca prolongada, permite que o bótia encontre os restos de rações que se escondem entre as folhas, nos lugares de difícil acesso.
A alimentação deve ser contituída de ração em flocos, caramujos, artêmia salina, dáfnias, tubifex, etc. Apesar de ser uma predadora de caramujos, o aquarista deve ter em mente que se houver outros alimentos em abundância, ela perderá parte do interesse por eles.
Ao manusear o aquário, tome cuidado com os espinhos que se situam logo abaixo dos olhos do bótia, apesar de serem imperceptíveis a um olhar desavisado, são uma arma contra predadores e que podem ferir as mãos do aquaristas.
O bótia é ovíparo. Técnicas de reprodução são praticamente desconhecidas em aquários, já que não há dimorfismo sexual, além do que, acredita-se que esse peixe raramente atinja a maturidade sexual em aquários, daí o motivo da falta de sucesso na reprodução.